# Інтерсупутник
Міжнародна організація космічного зв'язку (МОКЗ), Інтерсупутник — міжнародна міжурядова організація з надання послуг супутникового зв'язку. Заснована 15 листопада 1971 року в Москві, в організацію увійшли Радянський Союз і вісім соціалістичних держав: Польська Народна Республіка, Чехословацька Соціалістична Республіка, Німецька Демократична Республіка, Угорська Народна Республіка, Соціалістична Республіка Румунія, Народна Республіка Болгарія, Монгольська Народна Республіка і Куба. «Інтерсупутник» був створений як відповідь країн Варшавського договору на створення західної організації Intelsat.
Після розпаду СРСР склад організації змінився. Деякі з пострадянських держав відмовилися від участі, але додалися інші країни. Станом на 2024 рік у організацію входять 25 країн, які представлені національними організаціями зв'язку (учасниками організації «Інтерсупутник»).

## Учасники
| - [[Файл:Помилка виразу: незрозуміле слово «afghanistan»\|20x13px\|Афганістан]] Афганістан - Азербайджан - Білорусь - Болгарія - Камбоджа - Куба - Чехія - Грузія - Угорщина - Індія - Казахстан - Киргизстан | - Лаос - Монголія - Нікарагуа - Північна Корея - Польща - Румунія - Росія - Сирія - Таджикистан - Туркменістан - Україна - В'єтнам - Ємен |  |